# Nulta generacija računala
Nulta generacija računala je razdoblje prije pojave prve generacije računala. Ovdje pripadaju svi računski strojevi i informacijski strojevi, koji su izravno pomogli razvitku računarstva. Primjeri strojeva:
- Pascalina, Blaise Pascal (1640??), mehanički računski stroj
- Diferencijalni stroj, Charles Babbage 1822. (nedovršen)
- Analitički stroj, Charles Babbage 1871. (nedovršen)
- Tabulacijski stroj, Herman Hollerith 1889.